# زمین سیاره بی‌همتا (فرضیه)

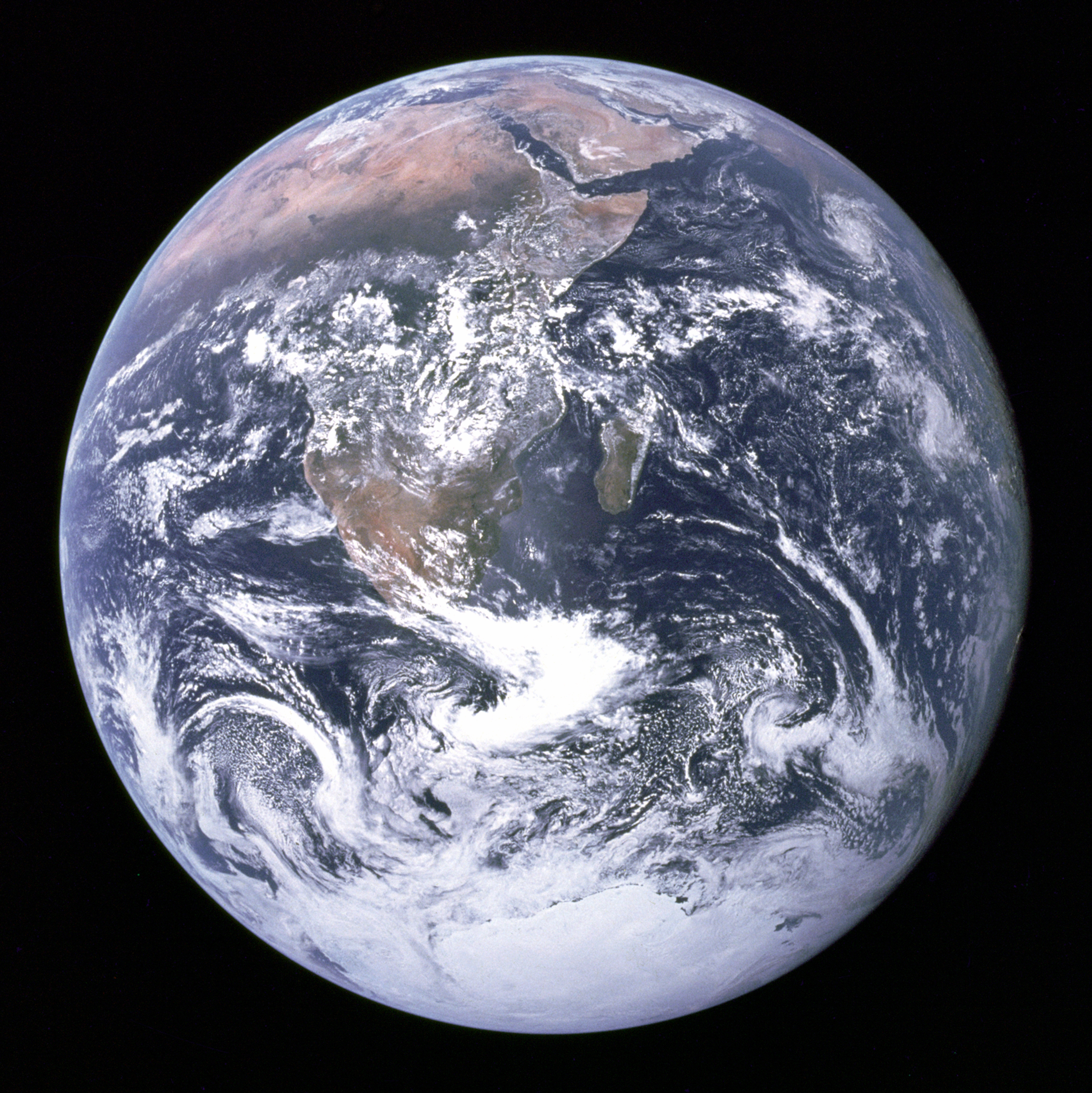
زمین از دیدگاه آپولو ۱۷ فرضیهٔ زمین سیارهٔ بی‌همتا می‌گوید که سیاره‌هایی با تکامل پیچیدگی زندگی مانند زمین باید واقعاً بسیار نادر باشد.

زمین سیارهٔ بی‌همتا (به انگلیسی: Rare Earth hypothesis) فرضیه‌ای است که در سال ۲۰۰۰ در کتابی به‌همین نام گردآوری و منتشر شده است. در سیاره‌شناسی و اخترزیست‌شناسی، این فرضیه معتقد است که پیدایش حیات (زندگی)، و تکامل پیچیدگی بیولوژیکی آن مانند تولید مثل جنسی، جانداران چندیاخته‌ای بر روی زمین (و سپس، هوشمندی انسان)، نیازمند یک ترکیب نامحتمل از پیش‌آمدها و شرایط اخترفیزیکی و زمین‌شناسی است. فرضیه استدلال می‌کند که زندگی پیچیدهٔ فرازمینی یک پدیدهٔ بسیار غیر محتمل و به احتمال زیاد بسیار نادر است. اصطلاح «زمین نادر» یا بی‌همتا از کتاب «چرا زندگی پیچیده در جهان نادر است؟» در سال ۲۰۰۰ سرچشمه می‌گیرد. این کتاب توسط پیتر وارد، یک زمین‌شناس و دیرینه‌شناس، و دونالد ای. برونلی، یک ستاره‌شناس و اخترزیست‌شناس، هر دو عضو هیئت علمی در دانشگاه واشینگتن نوشته شده است.
در کنار این فرضیه، گمان‌های جایگزین دیگری نیز توسط کارل ساگان و فرانک دریک استدلال شده که زمین را یک سیارهٔ سنگی معمولی، در یک سامانهٔ سیاره‌ای معمولی، واقع در یک منطقهٔ غیر استثنایی، و از یک کهکشان مارپیچی از نمونهٔ شایع و رایج معمولی آن می‌داند.
با توجه به اصل میانه‌روی (به‌همان گونه که در اصل کوپرنیکی آمده)؛ این احتمال نیز هست که جهان آبستن زندگی بسیار پیچیده‌ای باشد. استدلال پیتر وارد و برونلی این است که: «وجود سیاره‌ها، سامانه‌های سیاره‌ای و منطقه‌های کهکشانی با محیطی مناسب و سازگار برای زندگی پیچیدهٔ زمینی، سامانهٔ خورشیدی، و منطقهٔ ما، در کهکشان راه شیری بسیار نادر است.»

## بایستگی‌های «سرزمین نادر» برای «زندگی پیچیده»

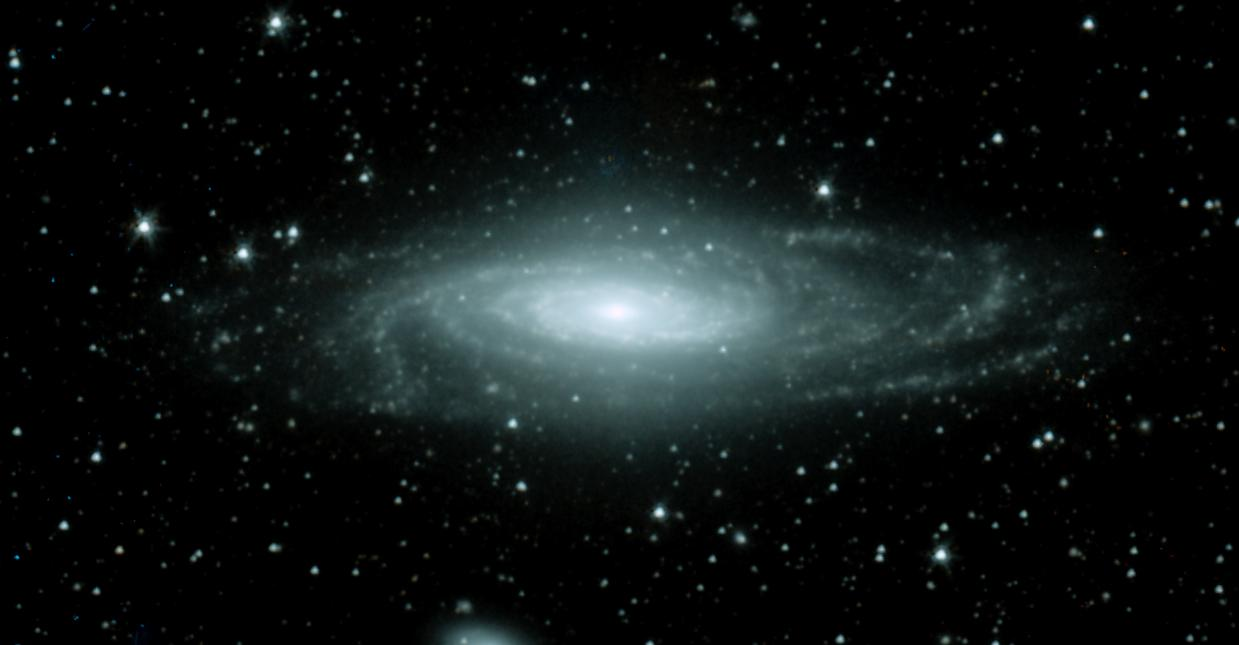
مرکز متراکم کهکشان ان‌جی‌سی ۷۳۳۱ مانند (که به عنوان یک «دوقلو» برای کهکشان راه شیری از آن یاد شده) دارای اندازهٔ بالایی از تابش پرتوهاست که برای زندگی پیچیده خطرناک هستند

بنا بر استدلال فرضیهٔ زمین سیارهٔ بی‌همتا؛ فرگشت پیچیدگی بیولوژیکی نیازمند داشتن خیل «میزبانانی از شرایط اتفاقی»، مانند منطقهٔ قابل سکونت کهکشانی، یک ستاره مرکزی و سیستم‌های سیاره‌ای با داشتن ویژگی‌های لازم، منطقهٔ قابل سکونت دامنه زندگی، یک سیارهٔ خاکی با اندازه‌های درست، در دسترس بودن سپر غول پیکر گازی و ماهواره‌ای طبیعی متناسباً بزرگ، شرایط مورد نیاز برای اطمینان از سیاره در داشتن یک میدان مَگنِتوسفِر و زمین‌ساخت صفحه‌ای، ترکیب شیمیایی لیتوسفر، هواکره، و اقیانوس‌ها، نقش «پمپ‌های تکاملی» مانند یخبندان‌های عظیم و اثر شهاب‌واره‌های نادر، و هرآنچه که به ظاهر نهایتاً به پیدایش سلول‌های یوکاریوتی انجامیده است.

### جای درست در کهکشان مناسب
فرضیهٔ زمین سیارهٔ بی‌همتا نشان می‌دهد که بیشتر جاهای جهان شناخته شده؛ از جمله بخش‌های بزرگی از کهکشان خودمان، اصولاً توانایی پشتیبانی از «زندگی پیچیده» را ندارد. پیتر وارد و برونلی در اشاره به چنین منطقه‌هایی از آن‌ها به عنوان «مناطق مرده» یاد می‌کنند. آن قسمت از یک کهکشان که در آن زندگی پیچیده ممکن است منطقهٔ قابل سکونت کهکشان را تشکیل می‌دهد. این منطقه در درجهٔ اول، تابعی از فاصله از مرکز آن کهکشان است، زیرا که با افزایش فاصله:
1. فلزیگی ستاره کاهش می‌یابد. وجود فلزات؛ (که در ستاره‌شناسی به معنی تمام عناصر دیگر به غیر از هیدروژن و هلیوم است)، برای ایجاد امکان شکل‌گیری سیارهٔ زمین‌سان ضروری است.
2. تابش پرتوهای اشعه ایکس و گاما کمتر می‌شود. تابش این گونه پرتوها که از سیاهچاله در مرکز کهکشان، و از ستارگان نوترونی در همسایگی آن سیاه‌چاله سرچشمه می‌گیرد، برای «زندگی پیچیده» خطرناک شناخته شده، از این رو فرضیهٔ «زمین نادر» در تصورش از جهان اولیه، و مناطق کهکشانی؛ که در آن جا چگالی ستاره‌ای بالا است ولی حضور ابرنواخترها هم امری معمولی است را، جای نامناسبی برای توسعهٔ «زندگی پیچیده» می‌داند.[۲]
3. اختلال گرانشی سیاره‌ها و خرده‌سیاره‌ها با ستاره‌های نزدیک، با کم شدن چگالی ستاره کاهش می‌یابد. از این رو هرچه که دوری بک سیاره از مرکز کهکشان یا بازوی مارپیچی بیشتر شود احتمال برخورد آن با یک شهاب‌واره ی بزرگ کمتر است. تأثیر یک برخورد به اندازهٔ کافی بزرگ می‌تواند تمام «زندگی پیچیده» بر روی یک سیاره را خاموش گرداند.

### در مداری با فاصلهٔ مناسب گرد ستاره‌ای از نوع مناسب
نمونهٔ زمینی ما نشان می‌دهد که «زندگی پیچیده» نیازمند حضور آب در حالت مایع است، و در نتیجه سیارهٔ یک ستارهٔ مرکزی باید در یک فاصلهٔ مناسب از آن ستاره قرار گرفته باشد. این نکته هستهٔ اصلی از مفهوم منطقهٔ قابل سکونت یا اصل گلدیلاک است. منطقهٔ قابل سکونت  حلقه‌ای را در اطراف ستارهٔ مرکزی تشکیل می‌دهد. اگر یک سیاره در گردش به دور خورشید خود بیش از حد به آن نزدیک یا دور باشد، درجه حرارت سطح آن سیاره با شرط حضور «آب به شکل مایع» ناسازگار است.

### سیاره‌هایی با آرایش مناسب
استدلال دیگر طرفداران «زمین نادر» این است که ساختار یک سیستم سیاره‌ای با توان حمایت از «زندگی پیچیده» باید کم و بیش مانند منظومه شمسی باشد، با سیاره‌های درونی کوچک و سنگی، و غول‌های گازی بیرونی.
با نبود حمایت این سیاره‌ها با کشش گرانشی نیرومند خود، که از دیدگاه زمینی جارو برقی‌های منظومه‌اند، تعداد برخورد سیارک‌ها ممکن است بزرگتر و بیشتر بوده، و شمار بیشتری از رویدادهای انقراضی می‌توانسته رخ داده باشد.

### در مداری با دیرپایی و ثبوت پایدار
«زمین نادر» استدلال می‌کند که یک غول گازی نباید بیش از اندازهٔ معینی به یک جرم (کره) که در آن پایه‌های بنیادی «زندگی» در حال پیشرفت است نزدیک باشد، مگر اینکه آن جرم یکی از اقمار آن غول گازی باشد. قرار داشتن در نزدیکی یک غول گازی می‌تواند بالقوه یا به‌طور مستقیم در ثبوت مداری یک سیارهٔ دارای «زندگی» بالقوه، تأثیر کرده و سیاره را دست‌خوش پیشامدهایی مانند خروج از منطقهٔ قابل سکونت کند و اصل تداوم را برهم زند. قوانین دینامیک نیوتونی می‌توانند مدار سیاره را به هرج و مرج بکشانند، احتمال خروج از مرکز مداری؛ به ویژه در سامانه‌ای با داشتن سیارهٔ بزرگ، بسیار بالا است.

## مستندهای مرتبط
در قسمت پنجم از مجموعه مستند نیرو محرکه زمین به نام زمین نادر(Rare Earth) به این مطلب پرداخته شده.